# Fantagraphics Books
Fantagraphics Books és una editorial nord-americana de còmics alternatius o també coneguts com a undergrounds, antologies de tires còmiques clàssiques, revistes, novel·les gràfiques i còmic eròtic.
Fantagraphics fou fundada el 1976 per Gary Groth i Mike Catron a College Park, Maryland. Kim Thompson va entrar a l'empresa el 1977 i va esdevenir el copropietari juntament amb Groth. Mentre Fantagraphics es dedicava a promoure el còmic com una forma d'art més i publicava sèries guanyadores de premis i aclamades per la crítica, a més de novel·les gràfiques com Ghost World, Hate, i Love and rockets, durant molts anys el seu finançament va dependre de les seves publicacions pornogràfiques.